# Hessisches Staatstheater

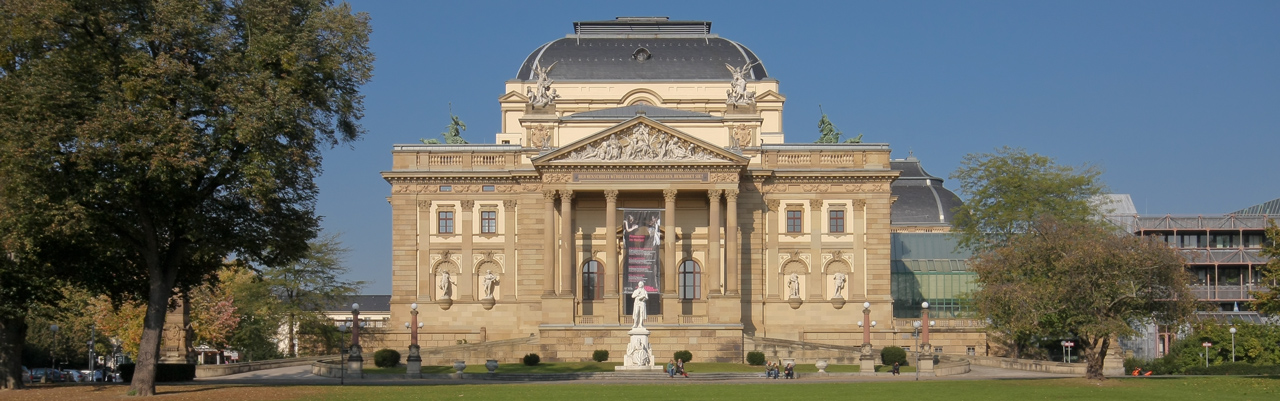
Staatstheater gezien van Warmer Damm park

Het Hessisches Staatstheater Wiesbaden is een theater aan de Wilhelmstraße in Wiesbaden. Het theater heeft vier podia: het Großes Haus (1041 zitplaatsen), Kleines Haus (328 zitplaatsen), Studio (89 zitplaatsen) en de externe locatie Wartburg (154 zitplatsen). Het theater heeft ongeveer 600 medewerkers. Van 2002 tot augustus 2014 was Manfred Beilharz intendant van het theater. Hij werd opgevolgd door Uwe Eric Laufenberg.